# Lục Ngạn
Luc Ngan (en Idioma vietnamita Lục Ngạn), es un distrito de Vietnam correspondiente a la Provincia de Bắc Giang en el Đông Bắc o noreste del país. Hasta el año 2003 la población en el distrito ascendía a 195.989. personas. El área del distrito es de 1,012 km² y su capital es Chũ.

## Divisiones administrativas
El distrito está dividido administrativamente en un municipio o localidad principal, Chũ, y además abarca las siguientes comunas: Cấm Sơn, Tân Sơn, Phong Vân, Sa Lý, Phong Minh, Sơn Hải, Hộ Đáp, Trung tâm huấn luyện Cấm Sơn, Kim Sơn, Biên Sơn, Kiên Lao, Thanh Hải, Kiên Thành, Giáp Sơn, Tân Hoà, Biển Động, Tân Hoa, Tân Quang, Hồng Giang, Trù Hựu, Quý Sơn, Phượng Sơn, Mỹ An, Tân Mộc, Đèo Gia, Phỉ Điền, Đồng Cốc, Phú Nhuận, Nghĩa Hò, Tân Quang y Tân Lập and Nam Dương.